# 石川総朋
石川 総朋（いしかわ ふさとも）は、江戸時代中期の旗本。忠明系石川家（大久保家）3代。大久保の家号を石川と改めた。

## 生涯
正徳2年（1712年）大久保総比の長男として誕生した。享保13年12月7日（1729年1月6日）将軍徳川吉宗に拝謁し、父死去に伴い享保15年9月2日（1730年10月13日）家督を継いだ。享保17年閏5月2日（1732年6月23日）弟石川総共が旗本である保久石川家の家督を継ぎ、元文元年2月25日（1736年4月5日）には弟総候が本家筋にも当たる常陸下館藩の養嗣子となった。なお、総共養子入り直後の享保17年11月7日（1732年12月23日）、家号を石川に改めた。明和元年8月13日（1764年9月8日）致仕し、安永2年5月17日（1773年7月6日）死去した。長男石川総相が家督を継いだ。